# Памятник Юрию Гагарину (Тунис)
Памятник Юрию Гагарину в Тунисе был открыт в 2021 году, в год шестидесятилетнего юбилея полёта Юрия Алексеевича Гагарина.
Памятник выполнен в виде бюста и был открыт в начале апреля, в преддверии юбилейной даты.
Автор памятника — скульптор Алексей Леонов.
Памятник был создан и передан в дар Тунису на средства международного благотворительного фонда «Диалог культур — единый мир»
Дата открытия памятника — 2 апреля 2021 года.
Бюст размещён на территории компании Telnet Holding, работающей в космической программе Туниса и ранее выполнившей запуск первого тунисского спутника на российской ракете-носителе. Открытие памятника произошло вскоре после этого запуска, который состоялся 22 марта 2021 года.

## Значение памятника
Выступавший на открытии памятника российский посол Сергей Николаев назвал установку этого памятника «символом набирающего обороты сотрудничества» между Россией и Тунисом в космической области.
На открытии памятника присутствовали посол Российской Федерации в Тунисе Сергей Николаев, министр иностранных дел Туниса Усман Джеранди, министр высшего образования и научных исследований Туниса Ульфа бен Уда, а также представителя ряда африканских стран.

## Описание памятника
Памятник представляет собой бронзовый бюст Юрий Гагарина. Космонавт представлен в шлеме и космическом скафандре, в котором выполнил свой первый космический полёт. Скульптура имеет небольшой размер, который позволил разместить его внутри штаб-квартиры Telnet в столице Туниса.
По бокам от установленного бюста размещены российский и тунисский государственные флаги.